# オジナ・バイラモワ
オディナ・バイラモワ（Odina Bayramova、1990年5月22日 – ）は、アゼルバイジャンの女子バレーボール選手。アゼルバイジャン代表。旧姓はアリエヴァ（Aliyeva）。

## 来歴
ウズベキスタン・ナヴォイ出身。2011年、アゼルバイジャン代表に初選出される。2014年にイタリアで開催された世界選手権に出場した。2016年にスロベニアで開催されたヨーロッパリーグで金メダルを獲得した。2017年から代表チームの主将を務め欧州選手権に出場し、ベスト4進出に貢献した。2017-18シーズンからトルコリーグのSeramiksan SKに移籍した。

## 球歴
- 世界選手権 - 2014年、2018年
- 欧州選手権 - 2013年、2015年、2017年、2019年

## 所属クラブ
- Şahdağ-Şirvan（2010-2011年）
- VKバクー（2011年）
- アゼルレイル・バクー（2011-2012年）
- アゼリョル・バクー（2012-2015年）
- アゼルレイル・バクー（2015-2016年）
- イル・ビゾンテ・フィレンツェ（2016-2017年）
- Seramiksan SK（2017-2018年）
- キエーリ'76（2018-2019年）
- Jakarta Pertamina Energi（2020年）
- アスリーツ・アンリミテッド（2020-2021年）
- アソシアソン・ヴォレイ・バウル（2021-2022年）
- Jakarta Elektrik PLN（2022-2023年）
- Choco Mucho Flying Titans（2022-2023年）
- 深圳（2022-2023年）
- VTV Bình Điền Long An（2022-2023年）
- Absheron（2023-2024年）
- アゼルレイル・バクー（2024年-）